# Тяпкины
Тяпкины — старинный русский дворянский род.
Род внесён в дворянскую родословную книгу Владимирской, Саратовской, Тамбовской и Тульской губерний Российской империи.

## Происхождение и история рода
Согласно сказаниям древних родословцев, род берёт своё начало от «мужа честна» Василия Варгоса по прозванию Погожий, выехавшего с Ольгердовичами на Мамаево побоище (08 сентября 1380), оставшегося в Москве и бывшего окольничим Дмитрия Донского. Его младший сын Михаил по прозванию Тяпка был родоначальником Тяпкиных. Иван Иванович Тяпкин — наместник в Калуге (1522), а Матвей Семенович — наместник в Мценске (1537).

## Известные представители
- Тяпкин Замятня Никитич — московский дворянин (1658—1677).
- Василий Михайлович Тяпкин — посланник в Польше (1665, 1674—1676), Крыму (1683), думный дворянин.
- Тяпкин Емельян Алексеевич — воевода в Сокольске (1676—1677).
- Тяпкины: Пётр и Михаил Васильевичи — стольники царицы Евдокии Фёдоровны (1692).
- Тяпкин Иван Фёдорович — стряпчий (1692).
- Тяпкины: Иван Васильевич, Иван Львович — стольники (1681—1692)[3][4][5].